# Levometanfetamina
.
Levometanfetamina é a forma levogira (ou seja, o enantiômero L) da metanfetamina. Trata-se de uma droga simpaticomimética com propriedades estimulantes e vasoconstritoras que é utilizada como droga recreativa e de abuso, mas também encontra alguns usos clínicos de modo que é o princípio ativo de alguns descongestionantes nasais nos Estados Unidos.

## Farmacologia
A levometanfetamina atravessa a barreira hematoencefálica e atua como agonista dos receptores associados a aminas-traço 1 (TAAR1). A droga age sobre o sistema nervoso central (SNC) como um agente de liberação de noradrenalina seletivo, pois exerce pouco ou nenhum efeito sobre a liberação de dopamina. Em termos comparativos, a levometanfetamina é menos potente na indução de euforia que a metanfetamina, e possui menor potencial de adicção. Entre seus efeitos fisiológicos, está a vasoconstrição, que torna a substância útil para tratar a congestão nasal. A meia-vida biológica da levometanfetamina é de 13,3 a 15 horas, enquanto a metanfetamina tem meia-vida de cerca de 10,5 horas.

### Selegilina
A levometanfetamina é o metabólito ativo do fármaco antiparkinsoniano selegilina. Em doses baixas, a selegilina atua como um inibidor seletivo da monoamina oxidase B (MAOB), uma enzima ligada à síntese de dopamina no cérebro human. No corpo humano, a selegilina é metabolizada  em levometanfetamina e levanfetamina, de modo que seu consumo pode gerar falsos positivos em testes para detecção de drogas.
A selegilina tem propriedades neuroprotetoras, mas devido a sua neurotoxicidade, foram desenvolvidos inibidores alternativos da MAOB que não produzem metabólitos tóxicos, a exemplo da rasagilina.

## Efeitos colaterais
Quando o descongestionante nasal é ingerido em excesso, a levometanfetamina tem efeitos colaterais  semelhantes aos de outras drogas simpaticomiméticas, que incluem hipertensão arterial, taquicardia, náuseas, cólicas estomacais, tontura, cefaleia, sudorese, tensão muscular e tremores.
Outros  efeitos colaterais podem incluir ansiedade, insônia e anorexia.

### Uso recreativo
Em estudo que analisou os efeitos psicoativos da levometanfetamina administrada por via intravenosa a 0,5 mg/kg em usuários recreativos de metanfetamina, as pontuações de saciedade por droga foram semelhantes à da metanfetamina em sua forma racêmica, mas os efeitos foram de menor duração. No entanto, o estudo não avaliou a administração de levanfetamina por via oral. Até 2006, não havia estudos que demonstrassem pontuações de saciedade da levometanfetamina administrada por via oral que fossem semelhantes à da metanfetamina racêmicas em pessoas que faziam uso recreativo ou medicinal.

## Detecção em fluidos corporais
Em fluidos corporais, a levometanfetamina pode ser detectada em exames de testagem de drogas pela urina, seja em forma de metanfetamina, anfetamina ou ambas, dependendo do metabolismo e da dosagem de cada indivíduo. A L-metanfetamina se metaboliza completamente em L-anfetamina após certo tempo.